# Everest (Girls in Hawaii)
Everest is het derde studioalbum van de Belgische indie-rockband Girls in Hawaii. De muziek is geschreven tussen 2009 en 2012. Er zijn verschillende versies van het album uitgegeven op zowel cd als lp, waaronder een versie met covers van Avril, Spinvis en The Psychedelic Furs. Deze werd opgedragen aan drummer Denis Wielemans die in 2010 om het leven kwam bij een verkeersongeval.
Everest haalde de 5de plaats in de Vlaamse Ultratop 200 Albums en stond in totaal 32 weken in de lijst. Het album haalde de 2de plaats in de Waalse Ultratop 200 Albums en stond in totaal 59 weken in de lijst. Er werden twee singles uitgebracht; Misses en Not dead.

## Tracklist
Alle muziek en teksten zijn geschreven door Girls in Hawaii. 
| Nr. | Titel                | Duur |
| --- | -------------------- | ---- |
| 1.  | The spring           | 3:28 |
| 2.  | Misses               | 3:36 |
| 3.  | We are the living    | 3:36 |
| 4.  | Changes will be lost | 3:57 |
| 5.  | Switzerland          | 5:30 |
| 6.  | Here I belong        | 5:06 |
| 7.  | Not dead             | 4:14 |
| 8.  | Mallory's heights    | 6:20 |
| 9.  | Head on              | 5:09 |
| 10. | Rorschach            | 3:14 |
| 11. | Wars                 | 4:02 |

## Credits

### Bezetting
- Andy Reinard (drums, sampler)
- Benjamin Dousselaere (synthesizer)
- Lieven Dousselaere (synthesizer)
- Mark Steylaerts (dirigent)

### Productie
- Jules Fradet (opname)
- Nicolas Quéré (opname)
- Frank Arkwright (mastering)
- Tchad Blake (mix)
- Reinhard Vanbergen (arrangement)